# Ренийская Центральная районная библиотека
Ренийская Центральная районная библиотека — библиотека в Рени Одесской области Украины.

## История
Библиотека открылась 22 октября 1944 года, тогда же соответствии с приказом районного отдела культуры на должность библиотекаря районной библиотеки была назначена Евгения Алексеевна Кривенко (впоследствии Грибанова). Через два года, когда библиотека расширилась, она стала заведующей. Совершенствуясь в специальности, она без отрыва от любимой работы закончила отделение культпросвет работы по специальности библиотечное дело в высшей школе профдвижения ВЦСПС. Впоследствии работала заведующей библиотекой клуба моряков, заведовала также кабинетом политпросвещения Ренийского морского торгового порта. За многолетний творческий труд она награждена медалью «За трудовую доблесть», многочисленными грамотами и дипломами.

По совету отца, секретаря Ренийского райкома партии сразу после окончания войны я стала помогать работнику партийного кабинета, в ведении которого находилась партийная литература. Книги здесь размещались всего в двух шкафах в небольшой комнате, которая сейчас является кабинетом директора Центра детского и юношеского творчества. В этом здании находились также Дом культуры и отдел культуры.
…
В конце 1945 — начале 1946 годов в Рени были передислоцированы воинские части, которые выводились из Западной Европы. Политотделы этих частей передали нам немало партийной, а также научно-познавательной литературы. Помню, что из одной воинской части нам передали даже тексты и ноты песен замечательного певца А.Вертинского.

Евгения Кривенко
Первый год после создания библиотеки местное население не посещало её. Читателями были только работники советских учреждений, партактив района, но больше всего военнослужащие. С 1946 года читателями становятся также прибывшие в город специалисты порта, железной ороги, руководители различных предприятий и организаций.
Учёт библиотечного фонда велся в самодельной инвентарной книге. Ежедневно регистрировалась посещаемость и книговыдача.
После открытия областной библиотеки в Измаиле в 1946 году пополнение фонда стало регулярным. Присылались художественная, познавательная литература, различные методические материалы.
В течение первых пяти лет библиотека трижды меняла свое местонахождение. Вначале была переведена в другое помещение в здании нынешнего ЦДЮТ, потом в нынешнее здание районного Дома культуры. Примерно в 1948 году её переместили в здание по ул. Комсомольской, 155. Помещение было отремонтировано.

## В публикациях районной газеты
Ренийская районная газета «Ренийский вестник», которая вначале носила название «Сталинский путь», затем «Дунайская заря», «Придунайская искра», постоянно освещала на своих страницах работу районной библиотеки:
- Март 1949 года — «Библиотека проводит Пушкинские чтения к юбилею поэта».

- 1951 год — заведующая библиотекой А.Раздольская рассказывает о проведении месячника по распространению книг.

- 1957 год — в заметке «Растет число читателей» М.Литовченко (Чеботаренко) пишет: «Когда я начинала работать, книжный фонд райбиблиотеки насчитывал 5 тыс. книг, а читателей было около 400 человек. Сегодня на книжных полках 19 тыс. книг, а количество читателей увеличилось в три раза».

- 1959 год — «Библиотека внедрила открытый доступ к книжным полкам. Первые итоги показывают, что эта система работы с книгой, несомненно, способствует увеличению числа читателей, посещаемости».

- 1962 год — «Совет библиотеки, в который входят Могучева, учитель СШ № 1, Т. Л. Гринченко, методист РДК, С. Ф. Ткаченко, преподаватель ДМШ, содействует открытию двух общественных библиотек — в поселке Кирган и ремонтно-строительной конторе».